# Marcelo Caron
Denísio Marcelo Caron (São José do Rio Preto, SP, 1962), mais conhecido apenas como Marcelo Caron, é um ex-médico brasileiro condenado pela morte de cinco mulheres e por ter causado lesão corporal em mais de uma dezena delas.

## Os crimes

### Antecedentes
Marcelo Caron não estava habilitado para realizar cirurgias plásticas, mas mesmo assim apresentava-se como especialista em lipoaspiração quando clinicava em Goiânia. Formado em Medicina pela Universidade Severino Sombra (junho de 1988) no município de Vassouras - RJ, ele havia tentado obter o título de especialista junto à Sociedade Brasileira de Cirurgia Plástica (SBCP), mas teve seu pedido negado por não ter apresentado todos os documentos necessários.

### Em Goiás
Apesar disso, continuou a realizar lipoaspirações em seu consultório, provocando a morte de três pacientes mulheres entre março de 2000 e março de 2001. A morte das três foi causada por infecção generalizada decorrente de erros no procedimento médico.
O Ministério Público goiano iniciou investigações, mas desde logo obrigou Caron a firmar o compromisso de não clinicar até que as investigações das outras queixas feitas contra ele fossem concluídas.

### No Distrito Federal
Beneficiado pela demora dos promotores de Goiás em oferecer denúncia, Caron mudou-se então para o Distrito Federal e passou a realizar lipoaspirações em um hospital de Taguatinga. Contrariando a lei, exerceu a profissão valendo-se de seu registro no Conselho Regional de Medicina em Goiás, sem fazer o registro secundário obrigatório no CRM-DF, registro  que dificilmente obteria por estar respondendo a 35 sindicâncias no CRM-GO.
Em Taguatinga, duas pacientes vieram a falecer nas mesmas condições das mulheres goianas, o que levou Caron à prisão em fevereiro de 2002, da qual saiu quatro dias depois por força de um habeas corpus. Diante desses fatos, seu registro de médico foi definitivamente cassado.

## Vítimas
Vera Lúcia Teodoro: morreu em março de 2000, 24 horas depois de submeter-se a uma cirurgia de lipoaspiração no abdome e plástica nos seios;
Janet Virgínia Novaeis Falleiro de Figueiredo: ex-concunhada de Caron, morreu ao 41 anos no Hospital e Maternidade Vida em 5 de janeiro de 2001 em decorrência de complicações após ter se submetido a uma lipoaspiração no Setor Marista, região sul de Goiânia;
Flávia de Oliveira Rosa morreu em 12 de março de 2001, cinco dias após ter se submetido a uma lipoaspiração;
Adcélia Martins: morreu no  Distrito Federal em janeiro de 2002;
Graziela Murta de Oliveira: morreu em fevereiro de 2002 após ter feito uma lipoaspiração e ficar quase um mês internada na Unidade de Terapia Intensiva (UTI) do Hospital Santa Helena, em Brasília;
Caron fez ao menos outras 15 vítimas não-fatais, muitas das quais ficaram com sequelas devido aos procedimentos mal feitos, entre elas Marlene Maria Alves e Sheila Marques Silva, que teve o movimento do braço comprometido,

## Processos, julgamentos e penas
Com sucessivos recursos, Caron evitou a conclusão dos processos penais em Goiás e no Distrito Federal, mas acabou condenado a pagar R$ 200 mil de indenização à família de Graziela Murta de Oliveira por danos morais. Em 2003, ele também foi condenado a pagar indenização de R$ 88 mil por danos morais e materiais a Marlene Maria Alves.
Após as condenações iniciais, o ex-médico passou um tempo em sua cidade natal, São José do Rio Preto, em São Paulo, onde morava com sua mãe. e onde passou a construir casas.

### Penas de prisão
Em 8 de julho de 2009 Caron foi condenado a 30 anos de prisão - 29 anos em regime fechado e um ano em regime aberto - pelas mortes das brasilienses Graziela Murta Oliveira e Adcélia Martins de Souza. Também foi condenado a oito anos de prisão, em regime semiaberto pelo homicídio da advogada Janet Virgínia Novaeis Falleiro de Figueiredo.
Foragido, foi preso pela Polícia Rodoviária Federal na cidade de Canguaretama, Rio Grande do Norte, no dia 11 de agosto de 2012 próximo a praia de Pipa, onde residia.
Em agosto de 2013 foi condenado a 13 anos de prisão, em regime fechado, pela morte de Flávia Rosa, mas sua defesa conseguiu converter a pena para 1 ano e três meses por homicídio culposo.